# 富内郡

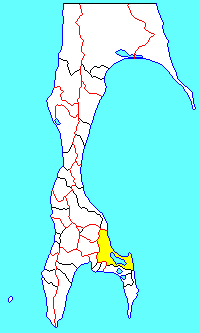
樺太・富内郡の位置（黄：富内村）

富内郡（とんないぐん）は、日本の領有下において樺太に存在した郡。
当該地域の領有権に関しては樺太の項目を参照。

## 郡域
1915年（大正4年）に行政区画として発足した当時の郡域は、富内村の区域に相当する。

## 歴史

### 古代
富内郡域では、古墳時代前期まで続縄文文化に属するアニワ文化（遠淵式）が栄えた。
その後樺太で興った鈴谷文化が4世紀末まで続き、5世紀ころからオホーツク文化が栄えた。『日本書紀』や『続日本紀』に記述が見える粛慎 (みしわせ)はオホーツク文化人とされ、彼らは飛鳥時代に阿倍比羅夫と交戦したと見られている。郡域内からは、平安時代中期の10世紀から11世紀にかけての擦文文化進出の影響とみられる、カマドのあるオホーツク人の住居跡が、富内村大字落帆字落帆の遺跡から発見されている。オホーツク人たちは、擦文文化進出とともに樺太南部から駆逐された。
平安時代中期（11世紀）までに、オオワシ羽やアザラシ皮などを求め擦文文化の担い手が進出した。また、和人社会では武士が台頭し、矢羽や甲冑などの材料であるワシ羽や海獣皮は交易品として需要が高く、安倍氏や奥州藤原氏など奥羽の豪族の手で全国に流通した。同時に和人社会から鉄製品や食料品などの生活物資の流入が増加し、擦文文化からアイヌ文化への転換の契機になったとみられる。アイヌは、続縄文人や擦文文化の担い手の末裔である。

### 中世
『諏訪大明神絵詞』によると、鎌倉時代は蝦夷管領・安東氏が唐子と呼ばれる蝦夷（アイヌ）を統括し、奥州藤原氏を引き継ぎ十三湊を拠点に日本海北部を中心にかなり広範囲にわたって活動していたという（『廻船式目』）。中世の安東氏は、陸の豪族であるとともに安藤水軍を擁し、蝦夷社会での騒乱時には、しばしば津軽海峡以北に出兵した。
室町時代になると、安東水軍は関東御免船として活動。安東氏は和産物を蝦夷社会へ供給し、北方産品を大量に仕入れ全国に出荷していた（『十三往来』）。当時の様子を今に伝える遺物として、和人社会から流入する鉄鍋の影響を受けた内耳土器が、落帆村の落帆遺跡や島古丹遺跡から出土している。応永年間になると「北海の夷狄動乱」を平定し、日之本将軍と称した。
また、文明17年（1485年）には唐子の乙名が、蝦夷管領の代官武田信広（松前家の祖）に銅雀台瓦硯を献上して配下になったという（『福山秘府』）。
近世に西蝦夷地とされる北海道日本海側や北海岸および樺太南半に唐子は居住し、十三湊や渡党の領域まで赴き生活必需品を入手していた（城下交易も参照）。

### 近世
江戸時代になると、富内郡域は西蝦夷地に属し慶長8年（1603年）宗谷に置かれた役宅が受け持ち、貞享2年（1685年）には宗谷場所に含まれた。以降、樺太アイヌは和人地まで赴かずに済んだ。宝暦2年（1752年）ころシラヌシ（本斗郡好仁村白主）にて交易がはじまり、寛政2年（1790年）樺太南端の白主に交易の拠点が移った。このとき松前藩が樺太に樺太商場（場所）を開設、幕府も勤番所を置いた。樺太場所開設時の場所請負人は阿部屋村山家。同時に富内郡域に近い久春古丹（大泊郡大泊町楠渓）にも拠点ができ、ここで撫育政策・オムシャなどもはじまった。郡域内の住民に対しては、役蝦夷の任免や老病者などに御救米の支給などの介抱も行われた。当時の地方行政の詳細については、場所請負制成立後の行政および江戸時代の日本の人口統計も参照。
その後、場所請負人は、寛政8年から大阪商人・小山屋権兵衛と藩士・板垣豊四郎、翌9年からは板垣豊四郎が単独で請負う。寛政12年（1800年）松前藩がカラフト直営とした。このときから藩士・高橋荘四郎と目谷安二郎が管理し、兵庫商人・柴屋長太夫が仕入れを請負った。

#### 第一次幕領期
文化4年（1807年）文化露寇を受け、富内郡域を含む西蝦夷地が松前奉行の管轄する公議御料（幕府直轄領）となった（〜1821年、第一次幕領期）。このとき、樺太場所請負人は柴屋長太夫。文化6年(1809年)以降、栖原家が伊達家と共同で北蝦夷地(文化6年6月、唐太から改称)場所を請負うようになった。
幕吏の樺太検分と奥羽諸藩の樺太警固
享和元年（1801年）に中村小市郎（意積）が南の小実領（領の項目も参照）方面からトンナイチャ越で富内湖に抜け、富内郡域も踏査（『唐太雑記』）。その後、小一郎は北の内淵方面へ向かった。
文化5年（1808年）会津藩が樺太警固を担当し、同年、樺太検分のため、間宮林蔵も渡樺。林蔵も、南からトンナイチャ越で富内湖に抜けた。その後富内に宿泊し、北の内淵方面へ向けて踏査した。文化6年(1809年)西蝦夷地から樺太が分立、この年以降の警固は弘前藩に交代した。

#### 松前藩復領期
情勢が安定した文政4年（1821年）、松前藩領に復した。
『鈴木重尚　松浦武四郎　唐太日記』（嘉永7年（1854年）刊行）に弘化3年当時の状況の記載あり。弘化3年（1846年）に松浦武四郎がトンナイチャ越経由で訪れ、栄浜中知床岬線の前身にあたる道を通り北へ向かった。彼が郡域内で宿泊したのはトンナイチャ(富内村富内)とヲブツサキ（落帆村南負咲）であった。

#### 樺太直捌場所の分立
安政年間(1854年～1860年)以降、東岸は中知床岬以北のオホーツク海側が幕府直捌となる。
安政3年（1856年）箱館奉行、鳥井権之助を北蝦夷地差配人に任命。
同年4月、総勢18人の調査隊は、宗谷を経て樺太の東海岸トンナイチャ（富内）、オチョホッカ（富内村落帆）を調査（敦賀屋文書）。
安政4年7月、大庄屋松川弁之助が北蝦夷地(樺太)御直場所差配人元締役となり、割当てられた場所は南のシレトコ岬（長浜郡知床村）から、本拠地ヲチョボカ（落帆村落帆）より北のシマオコタン（落帆村島古丹）までであった。
弁之助は、アイヌへの贈り物の古陣羽織なども用意し、上野高崎藩領越後国蒲原郡一ノ木戸村（現・三条市）の小林森之助を北蝦夷地東浦（カラフト東海岸）オチョポカ（落帆）に送り会所（運上屋）を建て、この年オボチョッカのみで鱒マス1,000石の漁獲を上げた。さらにオチョボカやロレイ(栄浜郡栄浜村魯礼)など東西13か所で漁場を開設。
このとき、中知床岬を周り東浦への航路を開拓、幕府から賞される。
この年、土方、木挽き、大工、鍛冶、番人、漁夫など45名がオチョボッカなどで越冬した。しかし冬季は酷寒で、脚気や栄養失調を患い越冬者24人が病死する結果となった。その後、漁場の経営は厳しく、文久2年（1862年）栖原家に取捌を引き継いだ。漁場の状況については北海道におけるニシン漁史も参照されたい。
幕末の状況について、「北海道歴検図」のカラフトの部分の絵図と松浦武四郎の「北蝦夷山川地理取調図」等によると、東浦ではトンナイチャ(富内村富内)からシララカ(栄浜郡白縫村白浦)までの間、途中3カ所を入れて5カ所の「通行屋」があった。
幕末当時の東浦における漁場は下記のとおり。
○東浦漁場（東冨藍領、東・南方より順次記載）慶応3年12月 栖原家十代寧幹時代の樺太漁場
- 富内村 - アエロウ(アエロフ、愛朗)、トンナイチャ(富内)
- 落帆村 - ヲチヨフカ(ヲチョボカ、落帆)

#### 幕末の樺太警固（第二次幕領期）
安政2年（1855年）日露和親条約で、国境が未確定のまま棚上げ先送りとされた。富内郡域（東冨藍（トンナイ）領、領の項目も参照）を含む蝦夷地が再び公議御料となり、秋田藩が警固を行った。冬季は漁場の番屋に詰める番人が足軽身分に取り立てられて武装し警固を行った。万延元年（1860年）樺太警固は仙台・会津・秋田・庄内の4藩となるが諸藩の負担は大きく、文久3年（1863年）以降は仙台・秋田・庄内の3藩体制となる。慶応3年（1867年）樺太雑居条約で樺太全島が日露雑居地とされた。

### 大政奉還後
大政奉還後の慶応4年（1868年）4月12日、箱館裁判所(閏4月24日に箱館府と改称)の管轄となり、同年6月末、岡本監輔、王政復古を布告。東トンナイ(富内)に箱館府の公議所(裁判所)の官員を派遣して出張所を設けた。明治2年（1869年）北蝦夷地を樺太州（国）と改称、開拓使直轄領となった。明治3年（1870年）開拓使から分離のうえ樺太開拓使領となったが、明治4年（1871年）北海道開拓使と再統合し開拓使直轄領に戻り、8月29日廃藩置県となる。このころ行われた文明開化期の事象としては、神仏分離令、壬申戸籍編製、散髪脱刀令、平民苗字必称義務令公布などが挙げられる。アイヌは百姓身分だったため、平民となった。明治8年（1875年）、樺太千島交換条約によりロシア領とされたが、同条約第六款において、日本人の漁業権が認められており、露領時代の富内郡域沿岸は東海岸漁区（中知床岬から北知床岬まで）の範囲に含まれ、佐々木平次郎によって漁場が開かれていた。

### ロシアの侵出
1867年、樺太全土を日露雑居地とする樺太雑居条約の締結。以降、樺太放棄までに東トンナイにロシア人が侵出。オチョボカ(落帆)において、石炭採掘権をめぐる紛争があった。

### 日本領復帰後
- 1905年（明治38年）
  - 7月 - 日露戦争・樺太の戦いで、日本軍第13師団が占領。26日、長浜駐屯部隊が富内湖周辺の残敵掃討のため出動。28日、富内の中隊も出動。索敵の際、地元アイヌ山辺安之助の協力があった。31日、在樺太ロシア軍降伏。
  - 8月1日 - 軍政が敷かれ、南樺太に4つの軍政署を開設。富内郡域は第一仮軍政区の管轄となる。軍政区署はコルサコフ（大泊町）。
  - 8月10日 - 長浜の部隊、残敵掃討に合流。富内湖南東岸、塔場湖畔の戦闘でロシア軍残党が降伏。
  - 8月28日 - 内務省下樺太民政署コルサコフ支所の管轄となる。
  - 9月1日 - 日露休戦条約を締結。
  - 9月4日 - 樺太民政署クシュンコタン（大泊町楠渓）支所の管轄となる。
  - 9月5日 - ポーツマス条約締結により日本領に復帰。
- 1907年（明治40年）3月14日 - 内務省の下部組織樺太庁発足、コルサコフ支庁トンナイチャ出張所の管轄となる。
- 1908年（明治41年）4月 - 管轄支庁を大泊支庁富内出張所に改称。
- 1909年（明治42年） - 樺太庁令で、「部落総代規定」を制定。主要集落に町村長に相当する総代を置き、行政事務をおこなうこととした。

### 郡発足以降の沿革
- 1915年（大正4年）6月26日 - 「樺太ノ郡町村編制ニ関スル件」（大正4年勅令第101号）の施行により、行政区画として富内郡が発足。発足時は富内村、喜美内村、落帆村が所属。大泊支庁富内出張所が管轄。（3村）
- 1918年（大正7年） - 共通法（大正7年法律第39号）（大正7年4月17日施行）1条2項で、樺太を内地に含むと規定[28]され、終戦まで基本的に国内法が適用されることとなった。
- 1922年（大正11年）
  - 4月1日 - 「樺太ノ地方制度ニ関スル法律」（大正10年4月8日法律第47号）と、その細則「樺太町村制」（大正11年1月23日勅令第8号）を同時に施行。「部落総代規定」廃止。
  - 10月 - 富内出張所廃止。
- 1923年（大正12年）4月1日 - 喜美内村・落帆村が富内村に合併。（1村）
- 1929年（昭和4年）7月1日 - 樺太町村制の施行により、富内村が長浜郡の所属となる。同日富内郡廃止。